# Díszített
Névváltozatok: jegyzett (Nagy Iván II. 106.), megrakott (Forgon 588.), beszórt, ráhelyezett (la: incumbo), befedett 

de: aufgelegt, belegt, überdeckt
Rövidítések
A díszített kifejezés a heraldikában azt jelenti, hogy egy fő címerábrán kisebb címerábra vagy címerábrák találhatók, melyek a fő címerábra díszítését képezik. Az ilyen díszítés nem változtatja meg a címer szerkezeti felépítését, a mesteralakok geometriát (hanem ezek alkalmazkodnak a fő címerábra geometriájához; a pólyán pl. általában járó oroszlán van, mert az ágaskodó oroszlán nem lenne esztétikus). Ezért a címerleírás csak mellék-címerábraként (fr: meubles), mellékjegyként (fr: brisure), díszítésként adja meg.
A díszítésnek eltérő fajtáit különböztetik meg. A ráhelyezett (de: aufgelegt) a címerleírásban egyszerűen azt jelenti, hogy a pajzsra vagy egy másik címerábrára egy kisebb címerábra van helyezve.
A befedve (de: bedeckt, überdeckt) a címerleírásban azt jelenti, hogy egy címerábra fölé egy másik van helyezve, mely azt részben vagy nagyrészt elfedi. A megrakott (de: beladen) azt jelenti, hogy egy címerábrára egy vagy több kisebb címerábra van ráhelyezve. A különbség ez és a befedett között az, hogy itt az alsó részek látszanak. Az eltakart (de: beheftet) azt jelenti, hogy egy címerábra eltakarja az alatta levő címerábra bizonyos részeit.

A hármas halomra helyezett (de: aufgelegt) kampó
Vágott címerben felül a sas szárnyaira helyezett (de: belegt) holdsarló, alul a hullámos ikerpólya két csáklyával befedve (de: bedeckt), fölöttük csillagtól kísérve (de: bewinkelt)
Barna medve hátán bálával megrakva (de: beladen), XVI. Benedek pápa címerében
Három rutával megrakott harántpólya
A pásztotbot két harántkeresztes búzakévével eltakarva (de: beheftet) és ezek ekevassal befedve (de: überdeckt)

Határozói szempontból külön címerábrának számít az is, amelyik szerves kapcsolatban van egy fő címerábrával (pl. az oroszlán fején a korona, mancsában a szablya, a sas mellén a félhold), de minthogy mellék-címerábrák, csak díszítésnek számítanak. Nem külön címerábra viszont a gránátból kicsapó lángnyelv, ez ugyanis a gránát ábrázolásának ugyanolyan szerves tartozéka, mint a párduc szájából kilövellő lángnyelv. (Míg tehát az oroszlán mancsában lehet kard vagy búzakéve és ezért mellék-címerábrák, díszítések, a gránátból csak lángok, esetleg füst törhet elő, de ezek szervesen összefüggnek a gránát ábrázolásával, ezért nem külön mellék-címerábrák.)
A díszítésnek jelentős szerepe van a fő- és mellék-címerábrák meghatározásában, ezért klasszifikációs és determinációs szerepük is van. Mivel az ilyen címerábrák csak 'díszítés' funkcióban állnak, mindig csak mellék-címerábra lesz a rendszertani besorolásuk és determinációs szempontból sem tekinthetők fő címerábrának. Pl. a báró Fejérváry címerben a pólyára helyezett járó oroszlán a mellék-címerábra és a pólya a fő címerábra, mert az oroszlán alkalmazkodik a pólya geometriai szerkezetéhez. Az oroszlán tehát a pólya díszítése, mellék-címerábra. A címert a pólya és nem az oroszlán alapján soroljuk be a klasszifikációs rendszerbe és határozzuk meg.